# MV Dali
MV Dali es un buque portacontenedores de 91.128 de arqueo bruto, terminado en 2015 por Hyundai Heavy Industries, Corea del Sur, para la compañía Oceanbulk Container Management de Grecia. En 2016, el barco fue vendido a Grace Ocean Pte Ltd., para ser administrado y operado por Synergy Marine Group, Singapur, donde también estaba registrado.
El 26 de marzo de 2024, el barco chocó contra el puente Francis Scott Key en Baltimore, Maryland, Estados Unidos, provocando una falla estructural catastrófica del puente que resultó en al menos 6 muertes.

## Descripción
El Dali es un buque portacontenedores Neopanamax con una eslora total de 299,92 metros, una manga de 48,2 metros, un puntal de trazado de 24.8 metros, y un calado de verano de 15,03 metros. Su tonelaje bruto y neto son 91.128 y 52.120 respectivamente, y su tonelaje de peso muerto es 116.851 toneladas. La capacidad de su contenedor es de 9.971 unidades equivalentes a veinte pies (TEU).
El Dali es propulsado por un único motor diésel de cruceta de dos tiempos de baja velocidad acoplado a una hélice de paso fijo. Su motor principal, una unidad MAN-B&W 9S90ME-C9.2 de 9 cilindros, fabricada por Hyundai Heavy Industries bajo licencia, tiene una potencia de 41.480 kW (55.630 hp) a 82,5 rpm. Su velocidad de servicio es de 22 nudos (41 km/h). Para maniobrar en puertos, el Dali dispone de una única hélice de proa de 3.000 kW (4.000 hp). La electricidad se genera a bordo mediante dos generadores diésel auxiliares de 3.840 kW (5.150 hp) y dos de 4.400 kW (5.900 hp). 

## Construcción
El 14 de mayo de 2013, se contrató a Hyundai Heavy Industries para construir dos buques portacontenedores basados en el diseño «Hyundai 9000 de manga ancha» que se modificó reubicando la timonera de tres cuartos de popa, a una posición más delantera para aumentar la capacidad de contenedores de 9.034 a 9.962 TEU. Se encargaron otros dos barcos similares para CMA CGM y cuatro para Maersk más adelante en 2013.
Su construcción comenzó en Ulsan, Corea del Sur, en julio de 2014 y el casco con el número de astillero 2678 fue puesto en quilla el 10 de octubre de 2014 y fue botado el 27 de diciembre del mismo año. El 5 de enero de 2015, el Dali y su barco gemelo Cezanne recibieron el nombre de los pintores Salvador Dalí y Paul Cézanne.

## Servicio
Tanto el Dali como el Cezanne fueron entregados al armador griego Oceanbulk Maritime SA a principios de 2015, para su fletamento por Maersk.El Dali estuvo registrado en Majuro, Islas Marshall, bajo propiedad de Stellar Marine LLC, hasta octubre de 2016, cuando el barco fue vendido a Grace Ocean Pte. Ltd. Se le cambió la bandera a Singapur, donde tienen su sede el propietario y el administrador, Synergy Marine Group.
Mientras estaba en el puerto de San Antonio, Chile, en junio de 2023, una inspección del Control del Estado Rector de Puerto reveló una única deficiencia relacionada con «medidores, termómetros, etc.» en la maquinaria del barco, que fue aclarada posteriormente como un indicador de control de la presión del combustible, y que fue rectificado previo a su salida. La embarcación no fue detenida y la inspección de seguimiento tres meses después en los Estados Unidos no identificó ningún problema.

## Incidentes

### 2016
El 11 de julio de 2016, el Dalí chocó con el atracadero de la terminal de contenedores del puerto de Amberes, Bélgica, provocando daños importantes en la popa y el espejo del buque. El atracadero también resultó dañado y cerrado para operaciones de manipulación de carga. No se reportaron heridos ni contaminación del agua. En el momento del incidente, el barco era propiedad de Oceanbulk Maritime, una empresa griega, y estaba fletado por Maersk.

### 2024

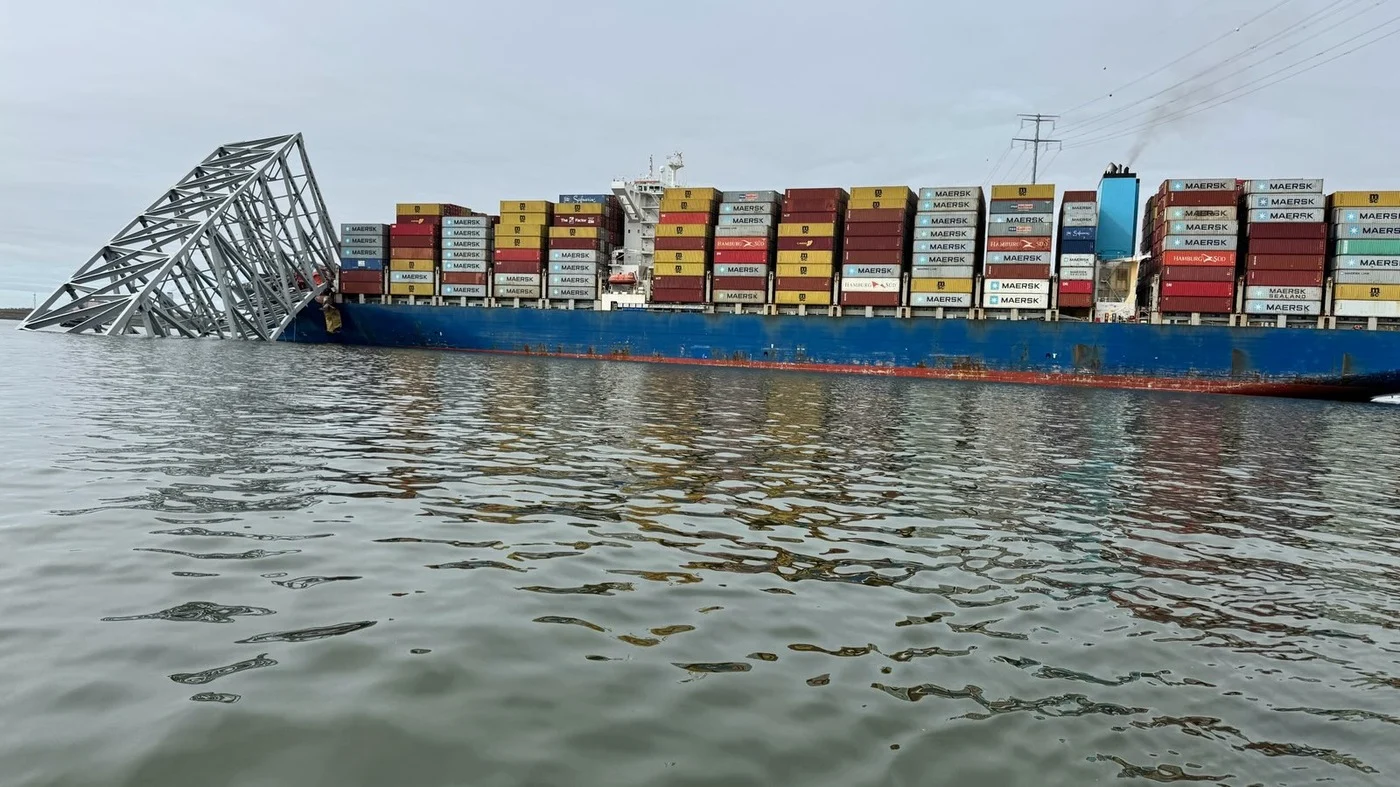
El Dali, después de haber chocado contra el puente y haberlo derrumbado.

El 26 de marzo de 2024, el MV Dali partió del puerto de Baltimore en Estados Unidos con destino a Colombo, Sri Lanka, con una tripulación de 22 personas y dos pilotos. Poco después de abandonar el puerto, el barco se quedó sin energía, pero pudo emitir una llamada de socorro. Poco después, chocó con un pilar de soporte del puente Francis Scott Key, provocando que la mayor parte del puente colapsara y un tramo cayera sobre el castillo de proa de la embarcación. Ninguno de los 24 tripulantes resultó herido. No había tránsito sobre el puente, sin embargo seis trabajadores de reparación de carreteras, que trabajaban en el puente en el momento del colapso, fueron las únicas víctimas.
Los buzos de rescate encontraron a dos de las víctimas a 7.6 metros bajo el agua del río Patapsco dentro de una camioneta roja, cerca del centro de los restos. Las actividades de búsqueda fueron suspendidas debido a las peligrosas condiciones. La Junta Nacional de Seguridad en el Transporte está investigando el registrador de datos y entrevistando a la tripulación. A bordo hay 56 contenedores con 764 toneladas de materiales peligrosos, entre la carga total de casi 4700 contenedores marítimos. Debido a que no poseían visas, los 21 miembros de la tripulación, 20 de los cuales son indios, debieron permanecer a bordo del barco, que esta encallado con su proa bajo los restos del puente.
Las partes colapsadas del puente fueron separadas del barco el 13 de mayo mediante explosivos. Una semana después, las autoridades retiraron el Dali utilizando remolcadores que luego atracaron el barco en la Terminal Marítima Seagirt, para su inspección, evaluación y remoción de escombros. El Dali llegó a Hampton Roads el 25 de junio de 2024 para descargar su carga en Virginia International Gateway y luego someterse a reparaciones.